# Lijst van voetbalinterlands Canada - Zuid-Afrika (vrouwen)
Deze lijst van voetbalinterlands is een overzicht van alle officiële voetbalinterlands tussen de nationale vrouwenteams van Canada en Zuid-Afrika. De landen hebben tot nu toe twee keer tegen elkaar gespeeld.

## Wedstrijden
| № | Plaats   | Datum        | Competitie              | Wedstrijd            | Uitslag |
| - | -------- | ------------ | ----------------------- | -------------------- | ------- |
| 1 | Larnaca  | 1 maart 2010 | Cyprus Women's Cup 2010 | Zuid-Afrika − Canada | 1 − 2   |
| 2 | Coventry | 28 juli 2012 | Olympische Spelen 2012  | Canada − Zuid-Afrika | 3 − 0   |

## Samenvatting
| Competitie         | Totaal gespeeld | Winst Canada | Gelijk | Winst Zuid-Afrika | Doelsaldo Canada – Zuid-Afrika |
| ------------------ | --------------- | ------------ | ------ | ----------------- | ------------------------------ |
| Olympische Spelen  | 1               | 1            | 0      | 0                 | 3 − 0                          |
| Cyprus Women's Cup | 1               | 1            | 0      | 0                 | 2 − 1                          |
| Totaal             | 2               | 2            | 0      | 0                 | 5 − 1                          |